# Malkaridae
Malkaridae zijn een familie van spinnen. De familie telt 4 beschreven geslachten en 11 soorten.

## Geslachten
- Anarchaea Rix, 2006
- Carathea Moran, 1986
- Chilenodes Platnick & Forster, 1987
- Flavarchaea Rix, 2006
- Forstrarchaea Rix, 2006
- Malkara Davies, 1980
- Nanarchaea Rix, 2006
- Ozarchaea Rix, 2006
- Pararchaea Forster, 1955
- Perissopmeros Butler, 1932
- Tingotingo Hormiga & Scharff, 2020
- Westrarchaea Rix, 2006
- Whakamoke Hormiga & Scharff, 2020

## Taxonomie
Voor een overzicht van de geslachten en soorten behorende tot de familie zie de lijst van Malkaridae.